# Parandra janus
Parandra janus är en skalbaggsart som beskrevs av Bates 1875. Parandra janus ingår i släktet Parandra och familjen långhorningar.
Artens utbredningsområde är:
- Filippinerna.
- Sulawesi.
- Taiwan.

Inga underarter finns listade i Catalogue of Life.